# Чебраил Макрекис
Чебраил Макрекис (на латвийски: Čebrails Makreckis) е латвийски футболист, който играе на поста централен полузащитник. Състезател на Ференцварош.

## Кариера
Макрекис е юноша на Байер Леверкузен и Бергиш Гладбах.
На 19 януари 2022 г. латвиецът преминава в отбора на Виктория Берлин. Дебютира на 22 януари при загубата с 2:0 като гост на Кайзерслаутерн.
На 18 август 2022 г. Чебраил подписва с Пирин (Благоевград). Прави дебюта си на 22 август при загубата с 0:4 като домакин на Лудогорец.

## Национална кариера
На 16 ноември 2018 г. Макрекис дебютира в официален мач за националния отбор на Латвия до 19 г., при победата с 1:2 като гост на националния отбор на Черна гора до 19 г., в среща от квалификациите за Европейското първенство по футбол за юноши до 19 г. през 2019 г.

## Успехи
Виктория Берлин
- Купа на Берлин (1): 2022